# Robert Wegner
Robert Wegner (n. secolul al XX-lea) este un scriitor polonez de fantezie și science-fiction. El a câștigat premiul Janusz A. Zajdel de șase ori, mai ales pentru lucrările din seria sa de fantezie epică Opowieści z Meekhańskiego pogranicza (Povești de pe granița meekhaneză). De două ori (în anii 2013 și 2016) a primit premiul Zajdel la ambele categorii (roman și proză scurtă).

## Lucrări
Seria Opowieści z Meekhańskiego pogranicza (Povești de pe granița meekhaneză)
- Północ–Południe, colecție de povestiri, Powergraph, 2009 (Nord-Sud) ISBN 978-83-61187-44-8
- Wschód–Zachód, colecție de povestiri, Powergraph, 2010 (Est-Vest) ISBN 978-83-61187-45-5
- Niebo ze stali, roman, Powergraph, 2012 (Cerul de oțel) ISBN 978-83-61187-41-7
- Pamięć wszystkich słów, roman, Powergraph, 2015 (Memoria tuturor cuvintelor) ISBN 978-83-64384-25-7
- Każde martwe marzenie, roman, Powergraph, 2018 (Fiecare vis mort) ISBN 978-83-64384-86-8

## Legături externe
- Robert Wegner la Internet Speculative Fiction Database

## Vezi și
- Științifico-fantasticul în Polonia
- Listă de scriitori polonezi